# Damal (Ardahan)
Damal est une ville et un district de la province d'Ardahan dans la région de l'Anatolie orientale en Turquie.